# James Oatway
James Oatway (* 1978) je jihoafrický fotožurnalista. Do roku 2016 byl hlavním fotografem novin Sunday Times. Jeho práce se zaměřuje především na politická a sociální témata v Africe, migraci a lidi postižené konflikty.

## Vzdělání
Oatway vystudoval žurnalistiku na Rhodes University v Grahamstownu v Jihoafrické republice s bakalářským titulem.

## Dílo
James Oatway se proslavil především fotografiemi, které pořídil v roce 2015 o zabití Emmanuela Sitholeho během xenofobie v Jihoafrické republice. Oatwayova práce byla publikována v Sunday Times The Guardian, The New York Times, Time, Science magazine  Harper's Magazine a různých dalších publikacích po celém světě. Zabýval se konfliktem v Demokratické republice Kongo a Středoafrické republice;  válce v Afghánistánu nebo zemětřesení na Haiti v roce 2010. Oatway je členem obrazové agentury Panos.

## Fotografie Emmanuela Sitholea
Dne 18. dubna 2015 byl Oatway na úkolu pro Sunday Times o xenofobním násilí v Alexandra Township v Johannesburgu, když vyfotografoval skupinu jihoafrických mužů, jak bili a bodali mosambického obchodníka Emmanuela Sitholeho. Oatway a jeho kolega, reportér Beauregard Tromp, vzali Sithole na nedalekou kliniku, ale bylo jim řečeno, že žádní lékaři nemají službu. Poté odvezli Sithola do nemocnice Edenvale, kde krátce po příjezdu zemřel.
Fotografie byly následující den zveřejněny na titulní stránce Sunday Times a vyvolaly pobouření v celém regionu. Jihoafrické národní obranné síly (SANDF) byly následujícího dne nasazeny do Alexandry ve snaze potlačit násilí. Jihoafrický prezident Jacob Zuma řekl, že snímky jsou „nevlastenecké“ a „vypadají v Jihoafrické republice špatně“. Čtyři muži byli zatčeni a tři muži byli usvědčeni ze Sitholeovy vraždy. Mthintha Bhengu byl odsouzen k 17 letům vězení; Sifundo Mzimela byl odsouzen k 10 letům vězení a další mladík byl propuštěn s podmíněným trestem. Při vynesení rozsudku soudce Lucas Van der Schyff řekl: "Tento konkrétní soudní proces s vraždou upoutal pozornost celé země, protože byl zachycen fotografickou kamerou. Byli jsme nuceni být svědky tohoto příšerného útoku. Při pohledu na fotografie jsme byli nuceni sdílet jeho bolest, když ležel v bahně a prosil o milost.“

## Kontroverze
James Oatway byl velmi kritizován za to, že nezasáhl, aby zachránil Emmanuelu Sitholeovi život. Oatway pro TIME řekl: "Nelituji toho, že jsem ty fotky pořídil," dodal: "Myslím, že moje přítomnost je rozptýlila a odradila." V reakci na kritiku zveřejnění obrázků řekl: „Není snadné se na to dívat a chápu, že to některé lidi může urazit, ale lidé musí opravdu vědět, co se děje, a lidé musí vidět tu brutalitu. a vulgárnost toho, co se děje, takže nelituji, že je to na titulní straně." Oatway napsal článek o své zkušenosti s incidentem, který byl publikován v Sunday Times. Podle Oatwaye litoval pouze toho, že nebyl schopen dostat Sithola do nemocnice včas, aby mu zachránil život.
Greg Marinovich, fotograf oceněný Pulitzerovou cenou a autor The Bang-Bang Club obhajoval Oatwayovy činy. Napsal: "Spal by Oatway lépe, kdyby byl schopen zachránit Sithola? Odpověď je jistě ano, ale povinností fotografa bylo zachytit tyto spalující snímky a doufat, že společnost bude jednat."
V roce 2010 byl Oatway na Haiti a pokrýval následky ničivého zemětřesení, které zasáhlo karibskou zemi. Byl jedním ze skupiny fotografů, kteří fotografovali smrt Fabienny Cherismaové, patnáctileté dívky, která byla údajně zastřelena policií během nepokojů, které se zmocnily Port-au-Prince. Oatwayovy snímky mrtvé Cherismaové se objevily v portfoliu, které bylo oceněno „Award of Excellence“ v soutěži Pictures of the Year International Awards (POYi). Oatway a další fotografové byli kritizováni za to, že jednali nelidským způsobem a těžili ze smrti Cherismaové.

## Ocenění
- 2008: Cena Abdula Shariffa (na památku fotografů, kteří přišli o život při plnění povinností).
- 2009: Pictures of the Year International (POYi) – Award of Excellence: Newspaper News Picture Story.[25]
- 2010: Prix Bayeux-Calvados - finalista.[26]
- 2010: Sony Profoto Awards: News Image of the Year.[27]

2011: Pictures of the Year International (POYi) - Award of Excellence: Multimedia Project (Impact 2010).
- 2011: Pictures of the Year International (POYi) – Award of Excellence: Multimedia Project (Impact 2010).[28]
- 2011: Cena novináře roku Vodacom - vítěz fotografie Středního regionu.[28]
- 2013: Pictures of the Year International (POYi) - 2. místo: Novinářský fotograf roku.[29]
- 2013: Pictures of the Year International (POYi) – 2. místo: Newspaper News Picture Story.[8]
- 2014: Novinářské ceny Standard Bank Sikuvile: Finalista-News Photography.[30]
- 2015: Vodacom novinář roku - celkový národní vítěz (Jihoafrická republika).[31]
- 2015: Cena novináře roku Vodacom – Národní vítěz fotografie.[31]
- 2016: CNN Multichoice African Journalist of the Year Awards 2016 – vítěz: Mohamed Amin Photojournalism Award.[32]
- 2016: Standard Bank Sikuvile Journalism Awards – vítěz: Jihoafrický příběh roku[33]
- 2016: Standard Bank Sikuvile Journalism Awards – vítěz: News Photography[33]
- 2018: Cena Visa d'or Région of Occitanie / Pyrénées-Méditerranée Feature (Visa Pour l'Image, Perpignan, Francie)

## Vyznamenání
V roce 2018 byla práce Jamese Oatwaye o nechvalně známé vystěhovací síle „Red Ants“ v Jihoafrické republice oceněna prestižní cenou Visa d'or Feature Award na mezinárodním festivalu fotožurnalistiky Visa pour l'Image ve francouzském Perpignanu.
V roce 2015 byl v porotě pro zpravodajskou divizi mezinárodních cen Pictures of the Year pořádané na University of Missouri's School of Journalism.
V roce 2013 byl vybrán jako držitel grantu Taco Kuiper.
Umístil se na druhém místě v 71. ročníku mezinárodní soutěže Pictures of the Year Awards „Newspaper Photographer of the Year“.  V roce 2016 byl držitelem ceny Mohameda Amina Photojournalism Award na prestižních CNN Multichoice African Journalism Awards.

## Výstavy
- 2016: Enemies and Friends, National Arts Festival, Grahamstown, Jihoafrická republika.[38]
- 2018: Les Fourmis Rouges/The Red Ants – Visa Pour l'Image, Perpignan, Francie.[39]
- 2018: Killing the Other (s Alonem Skuy), Johannesburg Centrum holocaustu a genocidy, Johannesburg, Jihoafrická republika.[40]